# Kalas
Kalas oder Kallas (griech. Κάλας oder Κάλλας; † spätestens 327 v. Chr.), Sohn des Harpalos, war ein makedonischer Feldherr Alexanders des Großen. Er war vermutlich verwandt mit dem Schatzmeister Harpalos.
Im Jahr 336 v. Chr. führte Kalas zusammen mit Parmenion und Attalos erste Truppenkontingente über den Hellespont nach Asien. Dabei eroberte er das Landesinnere der Troas, wurde aber nach einer Gegenoffensive Memnons an den Hellespont zurückgedrängt. Hier hielt er einen Brückenkopf, auf dem im Frühling 334 v. Chr. Alexander mit seinem Heer den asiatischen Boden betrat und damit den Feldzug gegen Persien begann. In der Schlacht am Granikos kommandierte Kalas die thessalische Reiterei. Danach wurde er zum Statthalter der Provinz Kleinphrygien ernannt. Er war damit nicht nur der erste makedonische Statthalter in Asien überhaupt, sondern ihm wurde auch der persische Satrapentitel verliehen, womit Alexander seinen Anspruch auf die legitime Rechtsnachfolge als persischer Großkönig unterstrich. Die alten persischen Verwaltungsstrukturen wurden beibehalten. Kalas oblag in seinem Amt auch die Sicherung des strategisch wichtigen Hellespont, weshalb seine Provinz oft auch als hellespontisches Phrygien bezeichnet wird.
Im Jahr 333 v. Chr. unterwarf Kalas die Paphlagonier, die sich zuvor noch freiwillig Alexander unterworfen, sich dann aber doch mit den Persern verbündet hatten. Bei dem Versuch, Bithynien zu erobern, fiel Kalas im Kampf gegen den Dynasten Bas. Er wurde von Demarchos im Amt ersetzt.